# Foma
Foma Bohemia spol. s r. o. je výrobcem fotografických, radiografických, rentgenových aj. materiálů a zpracovatelských fotochemických lázní. Tato firma od svého vzniku sídlí ve městě Hradec Králové v České republice. Své výrobky v souladu s normou ISO 9001 vyváží do více než 85 zemí světa.

## Historie
V roce 1919 založili chemičtí inženýři Evžen Schier a J. Bárta v Praze-Nuslích dílnu pro výrobu fotografických desek, prodávaných pod značkou Ibis. Roku 1921 podnik přesídlili do Hradce Králové a změnili jeho název na Fotochema. Postavili první část továrny, trojtraktový objekt o dvou patrech laboratoří, s vodárnou s chladírnou (parc. 2826/6), a také správní budovu čp. 1602.
Fotochemu tedy na počátku tvořily domy čp. 281 (vila, postavena nákladem 900 000 Kč) a čp. 282 (továrna, zřízena nákladem 1 600 000 Kč). Založili ji Ing. Evžen Schier, Vilém Porkert, továrník v Růženině Huti a Richard Dubský, továrník v Praze-Nuslích. Ředitelem této továrny na fotografické desky a papíry se stal Ing. Evžen Schier. Od svého založení v roce 1921 až do roku 1927 byla Fotochema ztrátová a hrozil jí konkurz.
Své výrobky prodávala a dodnes prodává pod ochrannou značkou FOMA. Zpočátku byla produkce zaměřena na fotografické desky a zpracovatelské chemikálie. Po deseti letech byla zahájena výroba černobílých papírů, o rok později i produkce svitkových filmů. Od roku 1949 se sortiment výrobků rozšířil o rentgenové filmy pro lékařskou skiagrafii a rentgenové materiály pro nedestruktivní defektoskopii. Od 50. let 20. století produkce vlastních výrobků stále narůstala – grafické filmy pro polygrafický průmysl, černobílé kinematografické pozitivní filmy pro filmové laboratoře, perforované filmy typu 135 v kazetách, černobílý inverzní film pro snímací kamery šíře 8 mm. Od roku 1958 firma zavedla výrobu vysoce kvalitních barevných papírů Fomacolor, na níž v roce 1964 navázala výrobou barevných negativních filmů a od roku 1971 i výrobou velmi populárních barevných inverzních filmů Fomachrom. Neustálý výzkum a vývoj vedl ke zdokonalování stávajících výrobků i k jejich dalšímu rozšiřování, například o reprografické materiály, speciální film pro letecké snímkování apod.
Po roce 1990 se stává opět nosným programem firmy výroba černobílých fotografických materiálů (filmy Fomapan, papíry Fomabrom a Fomaspeed, RTG filmy MEDIX a INDUX apod.) včetně zpracovatelských fotochemických lázní.
V roce 1995 změnila firma svůj název. Privatizací státního podniku Foma vznikla společnost FOMA Bohemia s.r.o. Od roku 1997 FOMA zavedla systém jakosti podle ISO 9001, jež každoročně potvrzuje certifikačním auditem.

## Produkty
Firma vyrábí černobílé panchromatické filmy, negativní fotografické filmy, negativní filmy pro letecké snímkování, inverzní kinematografické (fotografické) filmy, černobílé ortochromatické papíry, papíry s proměnnou gradací (MG), negativní a pozitivní vývojky, ustalovače, tónovače a další lázně, fotoemulze. Mezi jejich panchromatické filmy patří Fomapan 100, Fomapan 200 , Fomapan 400 a Retropan 320. Čísla za názvem odkazují na citlivost filmu (ISO). Foma dále vyrábí ortochromatický film Foma Ortho 400 a také inverzní kinematografický film Fomapan R 100, který se vyrábí na triacetátové nebo polyestrové podložce, v šíři 16 mm (jednostranně perforovaný), 2x8 mm film (standard) 2x8 mm DS8 a v šíři 35 mm jako oboustranně perforovaný film v kazetě 135–36 pro 36 snímků 24x36 mm nebo jako metráž v obvyklých délkách.